# گینورووا
گینورووا (به لاتین: Ginnoruwa) یک منطقهٔ مسکونی در سری‌لانکا است که در استان مرکزی (سری‌لانکا) واقع شده‌است.